# آرثر ريد
آرثر ريد (بالإنجليزية: Arthur Reed)‏ (1 يناير 1894 بشفيلد في المملكة المتحدة - ) هو لاعب كرة قدم بريطاني (وحمل سابقاً جنسية المملكة المتحدة لبريطانيا العظمى وأيرلندا) في مركز الهجوم. لعب مع برمنغهام سيتي ونادي دونكاستر روفرز.